# Делаван (Висконсин)
Делаван (енгл. Delavan) град је у америчкој савезној држави Висконсин.

## Демографија
По попису из 2010. године број становника је 8.463, што је 507 (6,4%) становника више него 2000. године.
| Група             | 2000.         | 2010.         |
| Белци             | 5.995 (75,4%) | 5.684 (67,2%) |
| Афроамериканци    | 91 (1,1%)     | 144 (1,7%)    |
| Азијати           | 53 (0,7%)     | 82 (1,0%)     |
| Хиспаноамериканци | 1.690 (21,2%) | 2.492 (29,4%) |
| Укупно            | 7.956         | 8.463         |